# Something for All of Us...
Something for All of Us... è il primo album in studio da solista del musicista canadese Brendan Canning, cofondatore del gruppo Broken Social Scene. Il disco è stato pubblicato nel 2008.

## Tracce
1. Something for All of Us – 5:34
2. Chameleon – 4:52
3. Hit the Wall – 4:51
4. Snowballs & Icicles – 2:49
5. Churches Under the Stairs – 4:20
6. Love Is New – 4:07
7. Antique Bull – 3:43
8. All the Best Wooden Toys Come from Germany – 2:53
9. Possible Grenade – 4:40
10. Been at It So Long – 5:09
11. Take Care, Look Up – 5:17